# Bellator 22
Bellator XXII foi um evento de MMA organizado pelo Bellator Fighting Championships no Kansas City Power & Light District em Kansas City, Missouri.  O evento foi transmitido na Fox Sports Net e suas afiliadas regionais.

## Background
O card contou com a final do Torneio de Meio Médios. O vencedor seria coroado o Campeão da Segunda Temporada do Torneio de Meio Médios do Bellator e enfrentar o Campeão Meio Médio do Bellator Lyman Good em algum evento da Terceira Temporada.